# Nationale Roemeense Bank
De Nationale Roemeense Bank (Roemeens: Banca Națională a României of afgekort: BNR) is de centrale bank in Roemenië. De bank werd opgericht op 17 april 1880 en had een kapitaal van 30 miljoen lei, waarvan 10 miljoen lei van de staat was. Aan het hoofd van de BNR staat Mugur Isărescu. De centrale bank is lid van het Europees Stelsel van Centrale Banken.